# カケル (漫画)
『カケル』は竹下堅次朗による日本の漫画作品。『週刊ヤングサンデー』（小学館）にて1997年から2000年まで連載された。単行本は全13巻。
最終巻（13巻）の表紙には「未完」と記載されている。これについては作者と小学館の仲違いが主な要因とされており、打ち切りになったという。作者曰く「続きを書いてくれ」といった誘いを他出版社から受けているらしいが、「大人の事情」で実現しないらしい。

## あらすじ
台場駆は、走った後「体の五感が異常に鋭くなる」という特異体質を除けば、どこにでもいるような平凡な少年である。走った後は視覚、聴覚、嗅覚、味覚、触覚が発達し、例えば見たものを細部にいたるまで写真のように記憶する、直観像記憶力が使えるようになる。ただし、この異常感覚は約30分しか続かない。駆はこの能力を使い、様々な怪奇事件を解決していく。

## 登場人物
台場駆
本作の主人公。「極度の緊張」等によって五感が鋭くなる少年。その能力で様々な事件を解決して行く事になる。
台場サトル
駆の兄。駆と同じ「五感」の力を持つ。彼の出現により、平凡な駆の人生は大きく動き始める。
夏目葵
駆と同じ高校に通う3年生。駆と付き合っている。「過去のある事件」により心に傷を負っている。
紫堂輪
正体不明の謎の転校生。独特の力で駆を狙う。
鈴木（女王）玲子
鈴木建設社長の令嬢。自己中心的だかなぜか憎めない、抜群のプロポーションの美少女。アイドルとして多忙な日々を送っている。駆の一年後輩で、駆に好意を寄せている。そのため葵のことを疎ましく思っている。

## 用語
虚空録
五感の力の源。
創像力（クリメイジョン）
サトルが追い求めている。「世界を織り直す力」。

## 単行本情報
- ヤングサンデーコミックス：小学館 全13巻
  1. 1997年9月発行 ISBN 4-09-152171-1
  2. ISBN 4-09-152172-X
  3. ISBN 4-09-152173-8
  4. ISBN 4-09-152174-6
  5. ISBN 4-09-152175-4
  6. ISBN 4-09-152176-2
  7. ISBN 4-09-152177-0
  8. ISBN 4-09-152178-9
  9. ISBN 4-09-152179-7
  10. ISBN 4-09-152180-0
  11. ISBN 4-09-152431-1
  12. ISBN 4-09-152432-X
  13. ISBN 4-09-152433-8
- 新装版（FOX出版）
  1. 2006年7月発行 ISBN 978-4-903421-14-8
  2. ISBN 978-4-903421-15-5
  3. ISBN 978-4-903421-17-9
  4. ISBN 978-4-903421-16-2
  5. ISBN 978-4-903421-20-9
  6. ISBN 978-4-903421-21-6
  7. ISBN 978-4-903421-22-3
  8. ISBN 978-4-903421-23-0
  9. ISBN 978-4-903421-24-7